# Jakobitische opstand van 1745

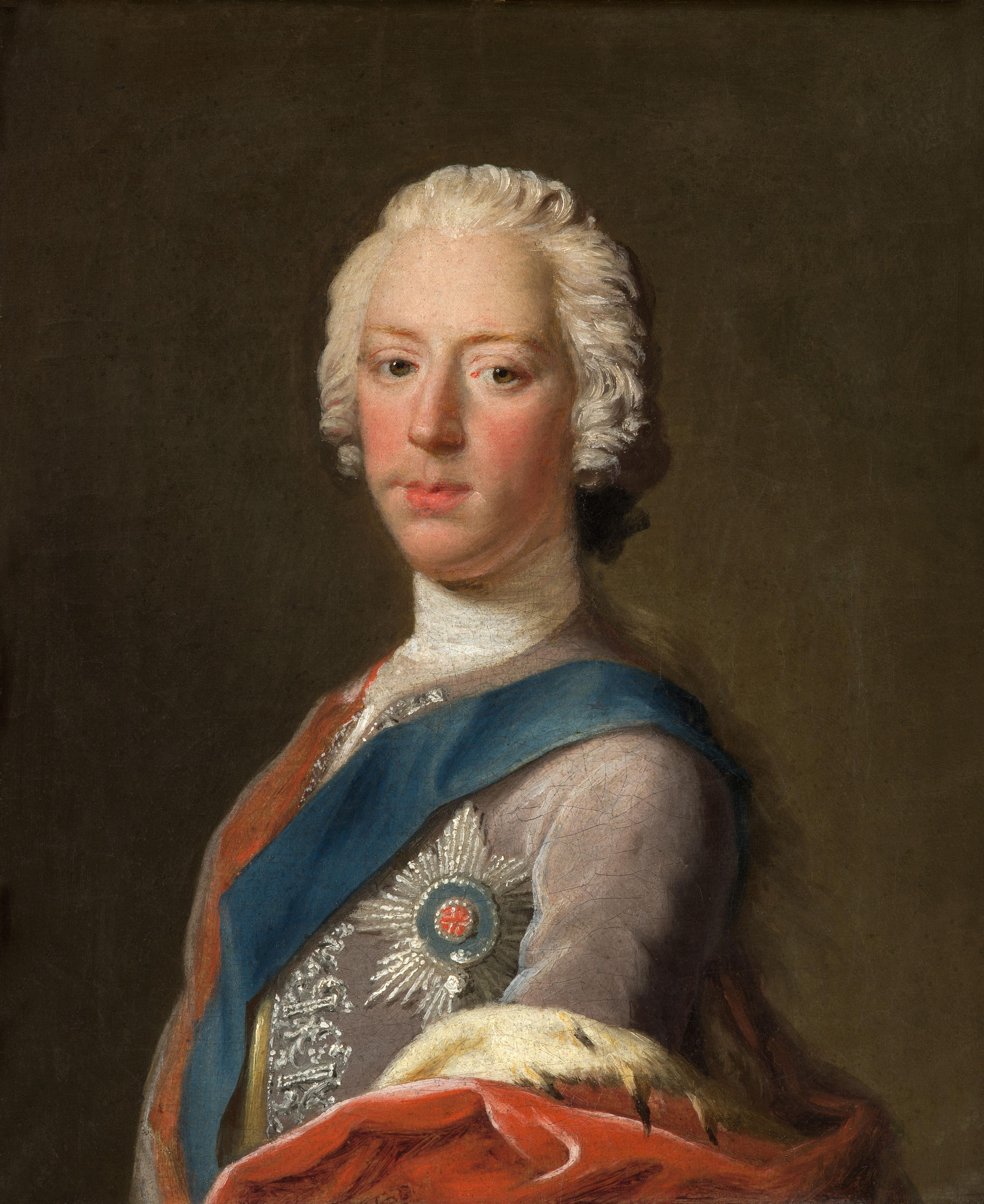
Karel Eduard Stuart

De jakobitische opstand van 1745, vaak aangeduid als "The 'Forty-Five'", was de poging van Karel Eduard Stuart om de Britse troon voor het verbannen Huis Stuart te herwinnen, en opnieuw een absolute monarchie in het Verenigd Koninkrijk te vestigen.
De opstand vond tijdens de Oostenrijkse Successieoorlog plaats, toen het grootste deel van het Britse leger zich op het Europese vasteland bevond. Karel Eduard Stuart, beter bekend als "Bonnie Prince Charlie" of "The Young Pretender", voer naar Schotland en richtte de jakobitische standaard op te Glenfinnan in de Schotse Hooglanden, waar hij door een bijeenkomst van clanleden werd gesteund.
De opmars naar het zuiden begon met een eerste overwinning bij Prestonpans (in de buurt van Edinburgh). Het jakobitische leger, dat nu in een stoutmoedige bui was, trok verder naar Carlisle, de grens over naar Engeland. Toen ze Derby bereikten, werden enkele Britse divisies teruggeroepen van het vasteland en het jakobitische leger trok zich terug ten noorden van Inverness, waar de laatste veldslag op Schotse bodem op een nabijgelegen hei bij Culloden plaatsvond. De slag bij Culloden eindigde met de definitieve nederlaag van de jakobitische zaak, en met Karel Eduard Stuart vluchtend met een prijs op zijn hoofd. Zijn omzwervingen in de noordwestelijke Hooglanden en Eilanden van Schotland in de zomermaanden van 1746, voorafgaand aan zijn uiteindelijke afvaart naar permanente ballingschap in Frankrijk, is een periode van de Schotse geschiedenis geworden die van romantiek is doordrenkt.